# Indosylvirana milleti
Indosylvirana milleti es una especie de anfibio anuro de la familia Ranidae.

## Distribución geográfica
Esta especie se encuentra:
- en el suroeste de Camboya;
- en Tailandia;
- en el sur de Vietnam.[3]

Su presencia es incierta en Laos y en la República Popular China.

## Etimología
Esta especie lleva el nombre en honor a Fernand Millet, superintendente de los bosques de Annam al gobierno francés.

## Publicación original
- Smith, 1921 : New or Little-known Reptiles and Batrachians from Southern Annam (Indo-China). Proceedings of the Zoological Society of London, vol. 1921, p. 423-440[4]